# Metlili
Metlili (em árabe: متليلي) (também conhecido como Metlili Chaamba) é uma cidade e comuna localizada na província de Ghardaïa, Argélia. De acordo com o censo de 2008, a população total da cidade era de 40 576 habitantes.